# Campanula glomerata
Campanula glomerata es una planta de la familia de las campanuláceas.

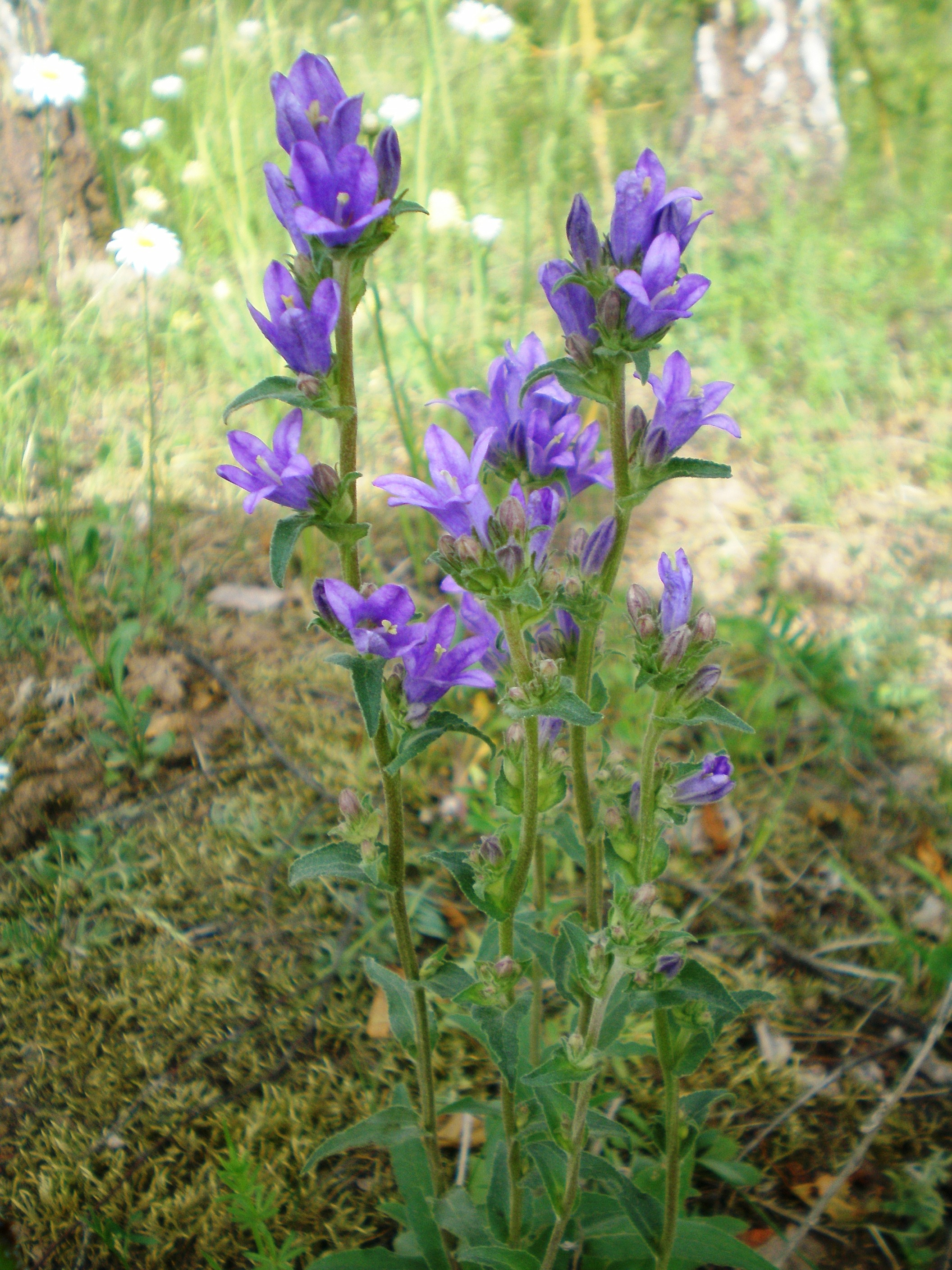
Planta en su hábitat

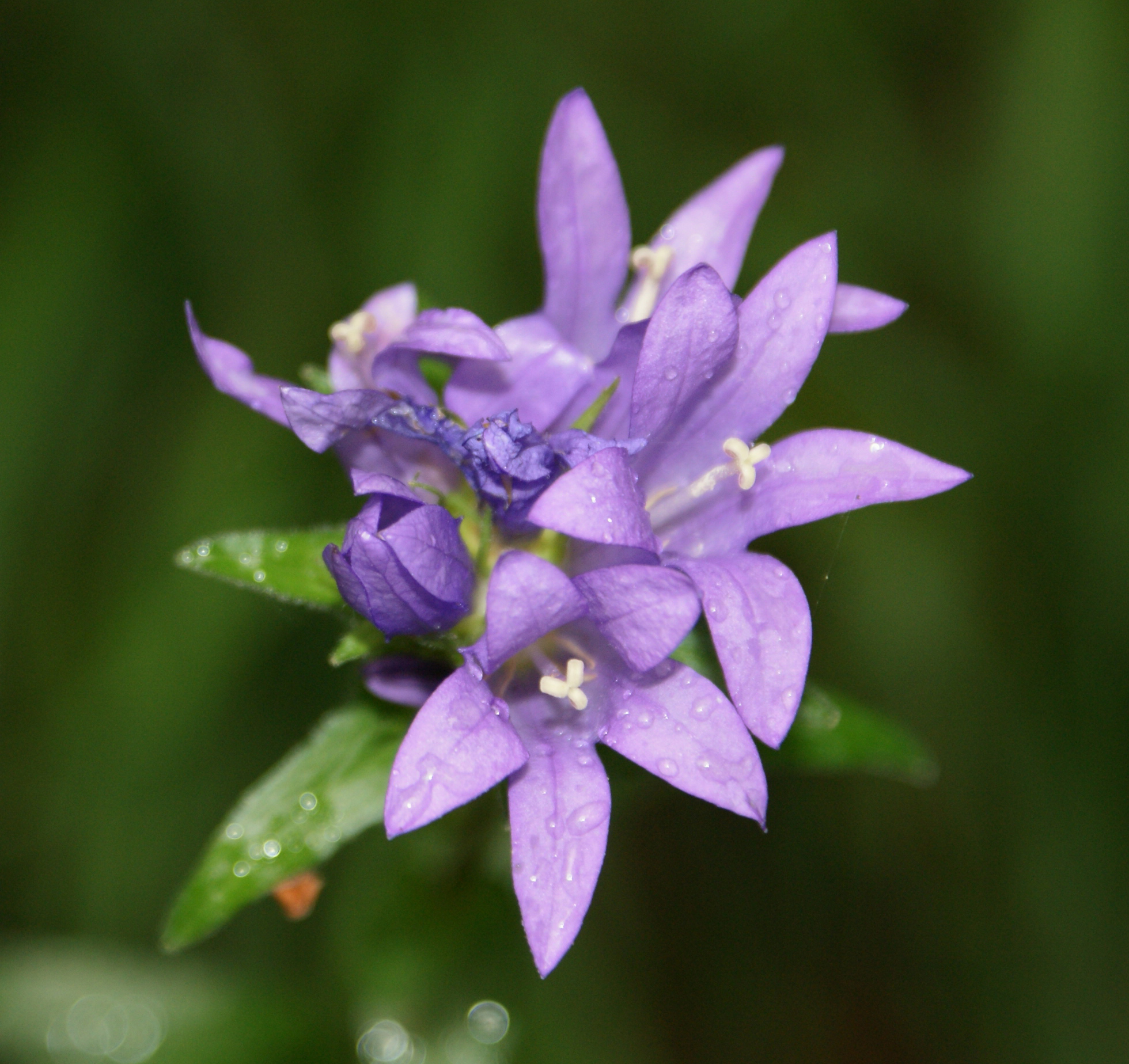
Inflorescencia

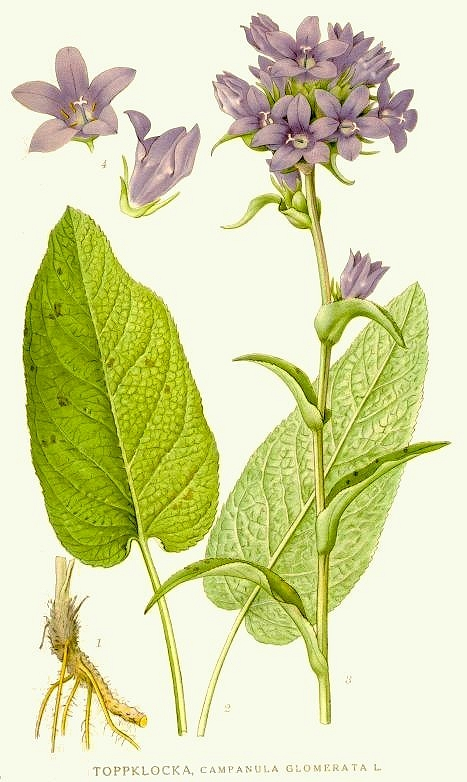
Ilustración

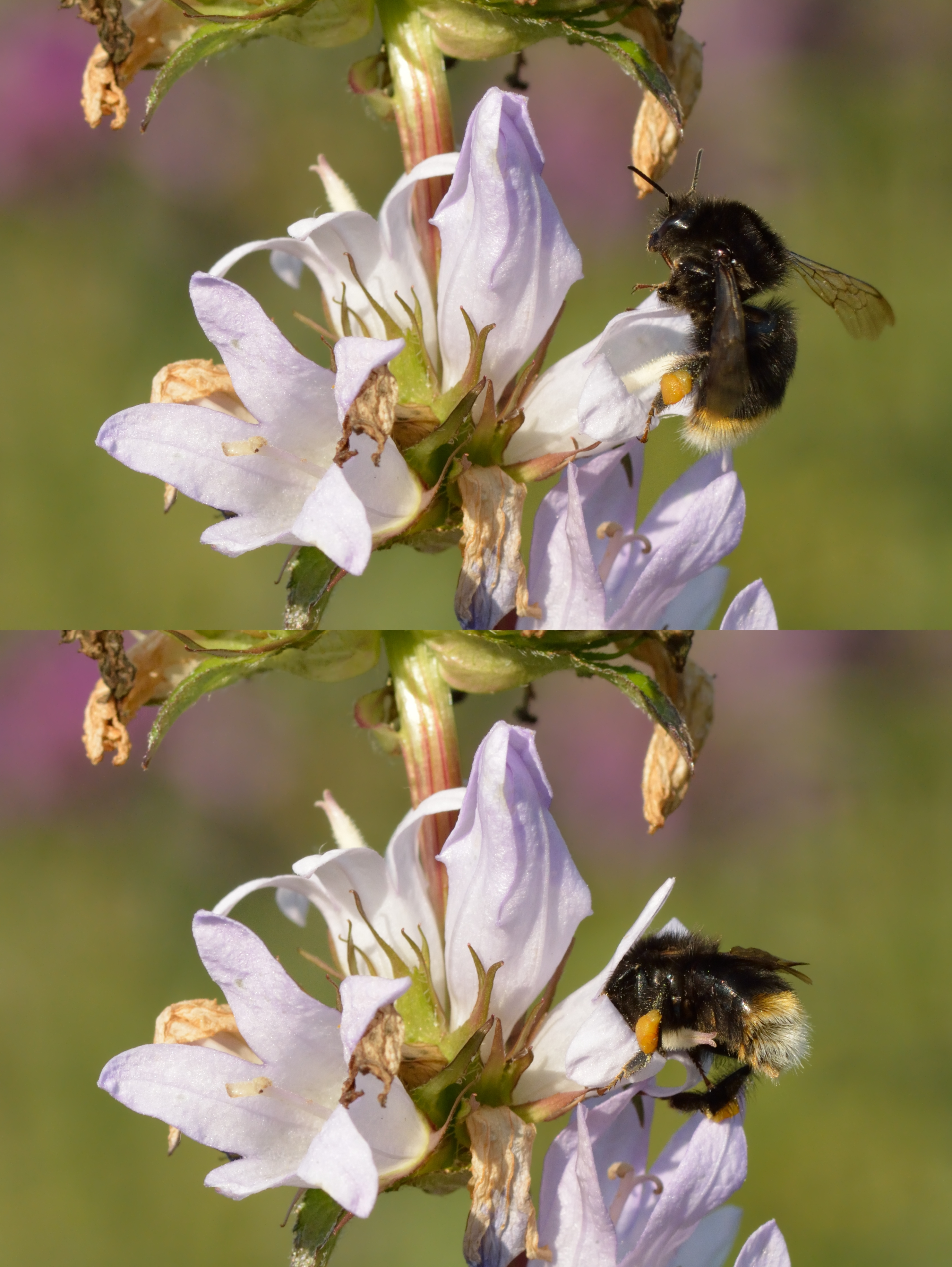

## Descripción
Planta vivaz de hasta 60 cm, cortamente pubescente, con tallos angulosos, generalmente simples. Hojas oval-lanceoladas con dientes obtusos. Las de la base son pecioladas y acorazonadas. Las del tallo, sentadas, semiabrazadoras y más estrechas. Flores de color azul vivo, sentdas en racimos terminales o siyuados en las axilas de las hojas superiores, rodeadas de un involucro de brácteas.
Cáliz con lóbulos lanceolados, sin apéndices entre sus sépalos. Corola acampanada y pubescente. 3 estigmas y 3 cavidades en el fruto. Florece durante casi todo el verano.

## Hábitat
Zonas calcáreas y pobres, en márgenes de caminos, bosques y praderas.

## Distribución
Gran parte de Europa, excepto el extremo norte y gran parte de las islas.

## Taxonomía
Campanula glomerata fue descrita por Carolus Linnaeus y publicado en Species Plantarum 1: 166–167. 1753.
Sinonimia
- Campanula cephalotes Nakai
- Campanula hirsuta Mart.
- Gentiana collina With.
- Syncodon glomeratum (L.) Fourr.
- Weitenwebera glomerata (L.) Opiz[4][5]

subsp. caucasica (Trautv.) Ogan.
- Campanula ruprechtii Grossh.
- Campanula trautvetteri Grossh. ex Fed.[6]

subsp. cervicarioides (Schult.) Arcang.
- Campanula cervicarioides Schult.[7]

subsp. elliptica (Kit. ex Schult.) Kirschl.
- Campanula elliptica Kit. ex Schult.
- Campanula pulchra O.D.Wissjul.[8]

subsp. farinosa (Rochel ex Besser) Kirschl.
- Campanula desertorum Weinm.
- Campanula farinosa (Rochel ex Besser) Andrz. ex Besser
- Campanula glaucophylla Schloss. & Vuk.
- Campanula polessica O.D.Wissjul.

subsp. glomerata
- Campanula aggregata Willd.
- Campanula barbata Spreng.
- Campanula betonicifolia Gilib.
- Campanula cephalantha Fisch. ex A.DC.
- Campanula congesta Vest ex Schult.
- Campanula conglomerata Gueldenst.
- Campanula ortleppi H.Lév.
- Campanula petraea All.
- Campanula tubiflora Tausch ex Ledeb.
- Campanula vlachovae Orph. ex Boiss.
- Marianthemum aggregatum (Willd.) Schrank
- Weitenwebera glomerata var. mollis (Tausch) Opiz
- Weitenwebera glomerata var. nana Opiz
- Weitenwebera glomerata var. salviifolia (Wallr.) Opiz[9]

subsp. hispida (Witasek) Hayek
- Campanula asperifolia Hayek ex Rech.f.
- Campanula eocervicaria Nábelek
- Campanula lamioides Witasek
- Campanula maleevii Fed.[10]

subsp. oblongifolia (K.Koch) Fed.
- Campanula nicaeensis Schult.
- Campanula oblongifolia (K.Koch) Kharadze[11]

subsp. oblongifolioides (Galushko) Ogan.
- Campanula oblongifolioides Galushko[12]
- Campanula oblongifolioides Galushko
- subsp. panjutinii (Kolak.) Victorov
- Campanula panjutinii Kolak.[13]

subsp. serotina (Wettst.) O.Schwarz
- Campanula serotina Wettst.[14]

subsp. speciosa (Hornem. ex Spreng.) Domin
- Campanula cephalotes Fisch. ex Schrank
- Campanula cephalotes f. alba Nakai
- Campanula cephalotes var. canescens Nakai
- Campanula speciosa Hornem.[15]

subsp. subcapitata (Popov) Fed.
- Campanula subcapitata Popov

subsp. symphytifolia (Albov) Ogan.
- Campanula symphytifolia (Albov) Kolak.[16]

## Nombre común
- Castellano: campanilla, campanillas.[17]